# Schronisko turystyczne na Przełęczy Kocierskiej
Schronisko turystyczne na Przełęczy Kocierskiej – nieistniejące górskie schronisko turystyczne w Beskidzie Małym, na przełęczy Kocierskiej, na wysokości 718 m n.p.m.

## Historia
W latach 30. XX wieku w drewnianej piętrowej willi znajdującej się na przełęczy istniało schronisko Żydowskiego Towarzystwa Gimnastyczno-Sportowego „Makkabi” w Andrychowie. Oferowało 20 miejsc noclegowych (10 na łóżkach i 10 na siennikach). Gospodarzem obiektu był Maks Hammer. Budynek przetrwał II wojnę światową i następnie był wykorzystywany przez Polskie Towarzystwo Turystyczno-Krajoznawcze, jako stacja turystyczna. Po wykupieniu terenu przez Kopalnię Węgla Kamiennego Miechowice, budynek został rozebrany. W miejscu tym funkcjonuje obecnie Kocierz Hotel & SPA.
Schronisko znajdowało się w granicach wsi Targanice, w obecnym województwie małopolskim, w powiecie wadowickim, w gminie Andrychów. Na Przełęczy Kocierskiej istniały również przed II wojną światową inne miejsca noclegowe dla turystów. Pierwszym była stacja turystyczna w leśniczówce, z 6 miejscami na łóżkach. Drugim, stacja turystyczna andrychowskiego koła Polskiego Towarzystwa Tatrzańskiego w domu Jana Karcza.